# Dolce per sé
Dolce per sé è un romanzo epistolare dell'autrice italiana Dacia Maraini del 1997.
Il titolo viene da un verso della canzone Le ricordanze di Giacomo Leopardi.

## Trama
Il romanzo è costituito dalle lettere spedite da Vera, personaggio che ha molte caratteristiche in comune con l'autrice (è sulla cinquantina nel 1988, è nata nell'anno del Topo, è un'autrice teatrale, ha due sorelle nate in Giappone), a Flavia, figlia del fratello del suo compagno Edoardo, violinista professionista di una quindicina d'anni più giovane.
All'inizio dello scambio epistolare, Flavia è una bambina di sei anni. Oltre allo zio, sono musicisti anche i suoi genitori (la madre Marta è pianista, il padre Arduino è violoncellista) e d'estate si ritrovano tutti insieme a Castelrotto, sulle Dolomiti, per dei concerti in montagna. Vera le scrive dei rapporti con i famigliari, dei suoi sentimenti animalisti e dei rapporti che ha intrecciato con gli allievi che frequntavano i seminari che aveva tenuto in Brasile.
Segue poi una pausa di cinque anni, dal 1990 al 1995, nei quali avviene la rottura tra Vera ed Edoardo, che poi viene parzialmente risanata quando il loro rapporto prende la forma di una tenera amicizia, dato che egli è in una nuova relazione amorosa. In questo periodo Vera racconta della malattia della sorella Akiko che la portò prematuramente alla morte.

## Edizioni
- Dacia Maraini, Dolce per sé, collana La scala, Milano, Rizzoli, 1997, ISBN 88-17-66468-5. Ospitato su archive.org.
- Dacia Maraini, Dolce per sé, Milano, Euroclub, 1997.
- Dacia Maraini, Dolce per sé, Milano, Club degli Editori, 1997.
- Dacia Maraini, Dolce per sé, collana BUR, Milano, Rizzoli, 1999, ISBN 88-17-11851-6.
- Dacia Maraini, Dolce per sé, n. 61, Milano, SuperPocket, 1999, ISBN 88-462-0072-1.
- Dacia Maraini, Dolce per sé, collana Biblioteca Italiana, n. 5, Edizione speciale per il Corriere della Sera, Milano, RCS, 2005,  p. 184.
- Dacia Maraini, Dolce per sé, in Romanzi, collana Firme oro, n. 3, Milano, Rizzoli, 2006, ISBN 88-486-0340-8.